# Way Back Home
Pour les articles homonymes, voir Way Back Home (film, 2013).
Pour plus de détails, voir Fiche technique et Distribution.
Way Back Home est un film américain réalisé par William A. Seiter et sorti en 1931.
Le film est basé sur un programme populaire de la radio, Seth Parker, et Bette Davis y joue le rôle d'une ingénue.

## Synopsis
Dix ans plus tôt, Seth Parker, un prédicateur de Jonesport dans le Maine et sa femme ont accueilli Robbie Turner, orphelin de mère, après qu'il a été abandonné par son père alcoolique et sadique, ce qui fait que le jeune Robbie a toujours considéré les Parker comme ses parents. Mary Lucy Duffy, dont le père l'a bannie de la maison pour avoir fraternisé avec le fermier David Clark, vit également avec les Parker et sa romance avec David attire l'attention des commères locales. La mère de David s'est enfuie avec un étranger des années auparavant et lorsqu'elle est revenue à Jonesport avec un fils illégitime, les habitants les ont rejetés.
Mary Lucy et David envisagent de s'enfuir à Bangor, mais Seth les encourage à rester en leur proposant de payer un mariage digne de ce nom. Rufe s'introduit dans la maison des Parker pour kidnapper Robbie, attaquant Mary Lucy lorsqu'elle tente de protéger le garçon. Seth poursuit Rufe et Robbie et parvient à les intercepter avant qu'ils ne montent dans un train. Comme Seth n'est pas le tuteur légal de Robbie, le garçon est placé dans un orphelinat jusqu'à ce qu'une décision soit prise sur son avenir. Pendant ce temps, Seth fait la leçon aux habitants de la ville sur la tolérance et les implore d'accepter Rose, son fils nouvellement marié et son épouse. Robbie retourne à Jonesport, après avoir été légalement confié aux soins des Parker.

## Fiche technique
- Réalisation : William A. Seiter
- Scénario : Jane Murfin
- Producteur : William LeBaron
- Société de production : RKO Radio Pictures
- Photographie : J. Roy Hunt
- Musique : Max Steiner
- Montage : Arthur Roberts
- Durée : 81 minutes
- Date de sortie : 
  - États-Unis : 13 novembre 1931

## Distribution
- Phillips Lord : Seth Parker
- Effie Palmer : Mother Parker
- Frank Albertson : David Clark
- Bette Davis : Mary Lucy Duffy
- Frankie Darro : Robbie
- Dorothy Peterson : Rose Clark
- Stanley Fields : Rufe Turner
- Oscar Apfel : Wobbling Duffy
- Bennett Kilpack : Cephus